# ميسيل بوريس
ميسيل بوريس (بالإنجليزية: Angel Boris)‏ هي متسابقة ملكة الجمال وعارضة وممثلة أمريكية، ولدت في 2 أغسطس 1974 في فورت لودرديل في الولايات المتحدة.

## وصلات خارجية
- ميسيل بوريس على موقع IMDb (الإنجليزية)
- ميسيل بوريس على موقع قاعدة بيانات برودواي على الإنترنت (الإنجليزية)
- ميسيل بوريس على موقع قاعدة بيانات الفيلم (الإنجليزية)